# Dolmen de Cantracier
Pour les articles homonymes, voir Courmes (homonymie).
Le dolmen de Cantracier, appelé aussi dolmen de Courmes, est un dolmen situé aux Tourrettes-sur-Loup, dans le département des Alpes-Maritimes en France.

## Description
Le dolmen a été partiellement restauré. C'est un dolmen à couloir comportant une chambre rectangulaire de 2,12 m de longueur sur 1,96 m de largeur délimitée par cinq grandes orthostates, deux plus petites et des murets. Le couloir a quasiment disparu et le tumulus est complètement arasé.
Des ossements humains y ont été recueillis. Le mobilier funéraire découvert se compose d'éclats de silex, d'une pointe de flèche, de quatre armatures de flèches, d'un fragment de lame, de trois perles et de quelques tessons de poteries. L'ensemble est attribué au Chalcolithique.